# Petrophile phylicoides
Petrophile phylicoides är en tvåhjärtbladig växtart som beskrevs av Robert Brown. Petrophile phylicoides ingår i släktet Petrophile och familjen Proteaceae. Inga underarter finns listade i Catalogue of Life.